# Guan Meigu
Guan Meigu (chinesisch 管梅谷, Pinyin Guǎn Méigǔ, im englischen Sprachraum auch als Kwan Mei-Ko bekannt; * 1934 in Shanghai, China) ist ein chinesischer Mathematiker, der sich mit Optimierung und Operations Research befasst.
Guan ist bekannt für die Formulierung des Briefträgerproblems, das er 1960 als Dozent an der Shandong-Universität formulierte und untersuchte. 1984 bis 1990 war er Präsident der Shandong-Universität und 1990 bis 1995 Direktor der Abteilung Operations Research der Fudan-Universität in Shanghai. 1995 ging er nach Australien an das Royal Melbourne Institute of Technology.